# مرداء آل معيلي (مأرب)

تعديل مصدري - تعديل

مرداء آل معيلي هي إحدى قرى عزلة ال راشد منيف بمديرية مأرب التابعة لمحافظة مأرب، بلغ تعداد سكانها 978 نسمة حسب تعداد اليمن لعام 2004.